# Ilybius hozgargantae
Ilybius hozgargantae es una especie de escarabajo de la familia Dytiscidae. Es endémica de España.
Es una especie nadadora, de dimensiones de 9 a 10,6 mm. posee un patrón de coloración elitral negro. Gracias a su tamaño la podemos diferenciar del resto de las especies del grupo. Es una especie iberoafricana. En la península sólo vive en el sur, sobre todo en los parques naturales de Grazalema y los Alcornocales, en arroyos de agua dulce.